# Isla Dall
La Isla Dall (en inglés: Dall Island) es una isla en el archipiélago Alexander frente a la costa sureste de Alaska, en los Estados Unidos de América al oeste de la Isla Príncipe de Gales y al norte de las aguas canadienses. Su elevación máxima está a 2.443 pies (745 metros) sobre el nivel del mar. Su superficie es 254,02 millas cuadradas (657,9 kilómetros²), por lo que es la vigésimo octava (28) isla más grande de los Estados Unidos. Dall se utiliza económicamente para la pesca y la explotación de canteras de piedra caliza.
El censo de 2000 registró 20 personas que viven en la isla. Se sabe que los nativos de Alaska han habitado cuevas costeras de la isla hace dos o tres mil años.
Dall se llamó primero Quadra, en honor de Juan Francisco de la Bodega y Quadra, hasta 1879, cuando fue renombrado en honor del naturalista William H. Dall.
Cabo Muzón, el punto más meridional de la isla, es el término occidental, conocido como el punto A, de la línea AB, que marca el límite marino entre el estado de Alaska y la provincia canadiense de Columbia Británica, tal como se define en el Tratado de Límites de Alaska de 1903. Esta línea es también el límite norte de las aguas conocida como la entrada Dixon.